# مهرجان مدائن التراث
مهرجان مدائن التراث (كان يسمى في الأصل «مهرجان المدن القديمة» حتى 2021) هو مهرجان دولي سنوي تنظمه وزارة الثقافة في موريتانيا بالتناوب بين أربع مدن تاريخية في البلاد هي «شنقيط» و«وادان» و«تيشيت» و«ولاته»، بهدف إحياء وإعادة الاعتبار للمدن الأثرية التي كانت قبل قرون مراكز ثقافية ودينية واقتصادية مهمة في البلاد، أقيمت أول نسخة من المهرجان عام 2011، وأقيمت منه في المجمل حتى الآن 11 نسخة حتى نسخة 1444 هجرية (يناير 2023 ميلادية).
يتضمن المهرجان محاضرات وأفلاما وثائقية يتمحور جلها حول تاريخ ودور المدن القديمة التي تمجدها الفعالية، إضافة لمعارض لبعض المخطوطات ومنتجات الصناعات التقليدية، كما تقام مباريات فنية ومناظرات ثقافية، ومسابقات تمنح على إثرها جوائز لبعض الأدباء، ويُكرم بعض سكان هذه المدن الذين بذلوا جهودا للحفاظ على تراثها وطابعها المعماري الأصيل.

تقرر أن يُنظّم المهرجان في موعد ثابت من السنة الهجرية، أي إن موعده يتقدم بشكل سنوي أكثر من 11 يوما بسبب الفارق بين السنة الهجرية والميلادية، وحُدِّدت الفترة بين يومي 12 و19 من شهر ربيع الأول لتنظيمه، وذلك لموافقته للاحتفال بأحد الأعياد الوطنية والدينية المعروفة في البلاد، وهو "المولد النبوي الشريف" الذي يحتفل به الكثير من الموريتانيين رسميا وشعبيا لموافقته للتاريخ القَمري الذي يُعتقد أن نبيّ الإسلام محمد  وُلد فيه، لكن عوائق عديدة حالت دون استمرار التقيد بالجدول الزمني المبرمج، فأُجّل في بعض المناسبات وتأخّر في بعضها، فيما ألغي لسنتين (2015 و2020 بسبب جائحة كورونا).
كان اسم المهرجان في البداية (من 2010 إلى 2020) "مهرجان المدن القديمة" وقُدّم في النسخ العشر الأولى بهذا الاسم، إلى أن تقررت إعادة تأسيسه وتغيير اسمه إلى "مهرجان مدائن التراث"، مع الإعلان عن تغيير هيكلي في المهرجان وأهدافه.

## التأسيس
كان الإعلان عن انطلاقة المهرجان أواخر عام 2010 بقرار اتخذه الرئيس الموريتاني وقتها محمد ولد عبد العزيز في مجلس وزرائه قضى بتنظيم مهرجان سنوي لإحياء وإعادة الاعتبار للمدن الأثرية الأربع التي اندثرت خلال القرون الأخيرة بعد قرون من الازدهار، مع تشكيل لجنة وزارية وأخرى فنية لوضع تصور وآليات لوضع هذا القرار موضع التنفيذ، والمدن الأربع التي ينظّم فيها المهرجان بالتناوب هي:
- مدينة شنقيط التاريخية التي تقع في ولاية آدرار في الشمال، والتي كانت البلاد تعرف باسمها قديما (كانت موريتانيا تسمى "بلاد شنقيط").[7]
- مدينة وادان التاريخية التي تقع هي الأخرى في ولاية آدرار، غير بعيد من مدينة شنقيط.
- مدينة تيشيت التاريخية بولاية تكانت، وسط البلاد.
- مدينة ولاته التي تتبع ولاية الحوض الشرقي في أقصى شرق البلاد.

## الأهداف
عددت السلطات الموريتانية والجهات المعنية بتنظيم المهرجان عددا من الأهداف، منها محاولة فك العزلة عن المدن التي كانت في السابق مراكز اقتصادية حيوية وروافد ثقافية ودينية مهمة في المنطقة، من أجل إخراجها من حالة الاندثار التي غلبت عليها في العصر الحديث، كما يهدف للفت أنظار المنظمات الدولية المختصة، كمنظمة الأمم المتحدة للتربية والعلم والثقافة (اليونسكو) التي كانت قد أدرجت المدن الأربعة سلفا ضمن مواقع التراث العالمي، و‌المنظمة العربية للتربية والثقافة والعلوم (أليسكو)، وكذا منظمة العالم الإسلامي للتربية والعلوم والثقافة (إيسيسكو)، إضافة لمحاولة تقديم فرصة للمنحدرين من هذه المدن التاريخية للمشاركة في عملية محاولة النهوض والتعرف عليها أكثر، وتقديم فرص تنموية تعود بالنفع على المدن وسكانها المحليين.

## المدن
بعد استحداث المهرجان وتأكيده بشكل رسمي واختيار المدن الأربعة للتناوب على استضافته بقي تحديد أي مدينة سيبدأ فيها وما الترتيب الذي سيُتّبع في أسبقية التنظيم، فأجريت قرعة أسفرت عن اختيار مدينة شنقيط أولا، تتبعها وادان ثم تيشيت وأخيرا ولاته، على أن يستمر هذا الترتيب بشكل دوري حسب التسلسل الذي أفرزته القرعة.

### شنقيط
كانت مدينة شنقيط أولى المدن المستضيفة، وهي مدينة تاريخية في الجانب الشرقي من ولاية آدرار في الشمال الموريتاني، وهي أقدم المدن الأربعة وأشهرها على الإطلاق، بل كان يُنسب إليها في الأصل الكثير من الموريتانيين من مختلف الجهات، لأن البلاد كانت تُعرف في الأصل بـ"بلاد شنقيط"، أقيمت النسخة الأولى في المدينة، وبدأ الإعداد للمهرجان منذ الأشهر الأخيرة من عام 2010 ونُظِّم في شهر يناير 2011، افتتحه رئيس الجمهورية وقتها محمد ولد عبد العزيز مع وفد وزاري كبير، ثم نُظّمت النسخة الخامسة في المدينة أيضا شهر يناير 2015، ثم مرة ثالثة في نوفمبر 2019 (النسخة التاسعة).

## الدورات

### الدورة الأولى: شنقيط عام 1432هـ (يناير 2011)
نُظّمت النسخة الأولى في مدينة شنقيط في الفترة بين 16 و22 فبراير 2011، واستُبقت بوفد وزاري ضمّ حينها وزيرة الثقافة الموريتانية سيسه بنت الشيخ ولد بيده ووزير الإسكان إسماعيل ولد بده ولد الشيخ سيديا.